# Giovanni Battista Guadagnini
Giovanni Battista Guadagnini (también conocido como G. B. Guadagnini, Guadagnini Giambattista)  (23 de junio de 1711-18 de septiembre de 1786) fue un lutier veneciano, considerado uno de los mejores artesanos de instrumentos de cuerda de la historia. Sus violines son denominados a menudo los «Stradivarius de los pobres».

## Biografía
Guadagnini nació en Bilegno en Val Tidone cerca de Piacenza, en la actualidad Emilia-Romaña. Ejerció su oficio desde alrededor de 1729 hasta su muerte. Su obra se divide en cuatro periodos principales, correspondientes a las ciudades italianas donde vivió y trabajó: Piacenza, Milán, Parma y Turín.Los instrumentos de su último periodo, Turín, se consideran los mejores, y suelen tener un precio más alto.
El padre y el hijo de Giovanni, Lorenzo y  Giuseppe, respectivamente, así como algunos otros miembros de la familia Guadagnini, continuaron ejerciendo el oficio de construcción de violines durante varias generaciones.
Murió en Turín en 1786.

## Músicos que han usado o usan instrumentos de Guadagnini
Violinistas
| Violinista              | Fecha y lugar de fabricación | Nombre del instrumento | Notas | Referencias |
| ----------------------- | ---------------------------- | ---------------------- | --- | ----------- |
| Riccardo Brengola       | 1747, Piacenza               | "Contessa Crespi"      | |             |
| Goran Koncar            | 1753, Milán                  |                        | |             |
| Adolf Brodsky           | 1751, Milán                  | ex Brodsky             | |             |
| Zakhar Bron             | 1757, Milán                  |                        | |             |
| Andrew Dawes            | 1770, Parma                  |                        | |             |
| Julia Fischer           | 1750                         |                        | |             |
| Carl Flesch             |                              | ex-Henri Vieuxtemps    | |             |
| David Garrett           | 1772                         |                        | En diciembre de 2007, Garrett se cayó después de un concierto y aplastó su Guadagnini, que había comprado cuatro años antes por 1 millón de dólares. |             |
| David Greed             | 1757                         |                        | Propiedad del Sindicato Guadagini de Yorkshire 1757.                                                                                                 |             |
| Arthur Grumiaux         |                              | ex Grumiaux            | |             |
| Willy Hess              | 1740s                        |                        | |             |
| Joseph Joachim          | 1767, Parma                  | ex-Joachim             | |             |
| Bernardo Moreira de Sá  | 1765                         | ex Bernardel           | |             |
| Bomsori Kim             | 1774, Turín                  |                        | en préstamo de la Kumho Asiana Cultural Foundation otorgado en 2013                                                                                  |             |
| David Kim               | 1757                         |                        | en préstamo de la Orquesta de Filadelfia |             |
| Manfred Leverkus        | 1752                         | ex Kneisel             | robado en 2004 |             |
| Mikhail Kopelman        | 1773                         |                        | |             |
| Jan Kubelik             | 1750                         | ex Kubelik             | |             |
| Pekka Kuusisto          | 1752                         |                        | |             |
| Poco Tasmin             | 1757                         |                        | |             |
| Haldon Martinson        | 1750                         |                        | Está siendo utilizado en la Orquesta Sinfónica de Boston                                                                                             |             |
| Viktoria Mullova        | 1750                         |                        | |             |
| Maud Powell             | 1775, Turín                  |                        | En el Museo Henry Ford, Dearborn, Míchigan |             |
| Linda Rosenthal         | 1772, Turín                  |                        | |             |
| León Sametini           |                              | ex Sametini            | |             |
| Yvonne Smeulers         | 1785                         |                        | |             |
| Lara St. John           | 1779                         | Salabue                | llamado "la resurrección" por St. John |             |
| Stephanie Sant'Ambrogio | 1757                         |                        | |             |
| Vanessa-Mae             | 1761                         | "De Gizmo"             | |             |
| Mari Silje Samuelsen    | 1773                         |                        | |             |
| Henri Vieuxtemps        |                              | ex-Henri Vieuxtemps    | |             |
| Henryk Wieniawski       | 1750                         | ex Wieniawski          | |             |
| Eugène Ysaÿe            | 1754                         | ex-Eugène Ysaÿe        | |             |

Violonchelistas
- Natalie Clein toca el violonchelo "Simpson" de Guadagnini (1777)[2]
- David Geringas toca un violonchelo de G.B. Guadagnini fabricado en Turín en 1761[3]
- Sol Gabetta toca un violonchelo Guadagnini de 1759 prestado por el mecenas Hans Rahn.
- Viola de Hoog toca un violonchelo Guadagnini fabricado en Milán datado en el año 1750 cedido por la Dutch Musical Instruments Foundation.

- Nicolas Altstaedt interpreta un Violonchelo Guadagnini fabricado en 1749 (tamaño del cuerpo: 70 centímetros)
- Kristina Reiko Cooper toca el violonchelo Guadagnini “ex-Havemeyer” fabricado en 1743.
- Maxine Neuman interpreta un Guadagnini de 1772.[4]
- Han-na Chang interpreta un violonchelo Guadagnini fabricado en Milán en 1757.
- Gilberto Munguía interpreta un violonchelo Guadagnini (1748).
- Saša Večtomov interpretó un violonchelo Guadagnini fabricado en Milán en 1754.
- Carter Brey, violonchelista principal de la Orquesta Filarmónica de Nueva York, toca un Guadagnini fabricado en Milán en 1754.[5]